# Giáo hoàng Clêmentê IX
Clêmentê IX (Latinh: Clemens IX) là vị giáo hoàng thứ 238 của giáo hội công giáo. Theo niên giám tòa thánh năm 1806 thì ông đắc cử Giáo hoàng năm 1667 và ở ngôi Giáo hoàng trong 2 năm 5 tháng 24 ngày. Niên giám tòa thánh năm 2003 xác định ông đắc cử Giáo hoàng ngày 10 tháng 6 năm 1667, ngày khai mạc chức vụ mục tử đoàn chiên chúa là ngày 26 tháng 6 và ngày kết thúc triều đại của ông là ngày 9 tháng 12 năm 1669.
Giáo hoàng Clemens IX sinh tại Pistoia ngày 27 tháng 1 năm 1600 với tên thật là Giulio Rospigliosi. 

## Triều đại giáo hoàng
Ông vừa là một người học thức vừa là một người rộng lượng đối với người nghèo. Ông mời những người hành khất cùng đồng bàn và chính ông phục vụ họ. Ông đón tiếp bất kỳ ai mà chẳng hề có sự phân biệt và ông thú nhận những lỗi lầm riêng của mình. Ông làm trung gian hoà giải giữa các nước Pháp, Tây Ban Nha, Anh và Hà Lan, để đem lại hoà bình cho vùng Aquisgrana.
Khẩu hiệu của ông là "Aliis non sibi clemens" (Khoan dung với người khác, chứ không cho mình). Ông có tài ngoại giao và ước ao mang lại bình an, nên ông đã giải quyết xong vụ việc rất khó chịu của 4 giám mục Alet, Beauvais, Angers và Pamiers vẫn chống lại việc ký vào bản Công thức (Formulaire). Đó là "Hòa bình Clêmentê".
Giáo thuyết Jansénius đã bị Giáo hoàng Innocent X lên án năm 1653. Nhưng phe Jansénius vẫn không tuân hành. Vua Louis XIV phải dùng biện pháp cứng rắn vẫn không có tác dụng. Năm 1669, Giáo hoàng Clemens IX tuyên bố dùng biện pháp ôn hòa, hy vọng họ trở lại. Nhưng phe Jansénius càng ráo riết tuyên truyền, rồi đả kích cả việc sùng kính đức Maria cũng như phong trào tôn sùng thánh tâm.
Ông cũng góp phần vào việc ký hiệp ước Aix-la-Chapelle (1668). Ông vẫn mơ ước tập hợp được các vua chúa Kitô giáo để chống lại quân Thổ, nhưng đã qua đời khi nghe thành phố Canđia (Hy Lạp) thất thủ, giữa lúc vua Louis XIV tiếp kiến vị đại sứ của vua Thổ một cách long trọng. Thời ông, Hàng cột Bernini của Đền thờ Thánh Phêrô (284 cột) được trang trí với 140 tượng thánh.